# Afonso da Silva Matos
Afonso da Silva Matos (São Luís, 30 de outubro de 1911 – Rio de Janeiro, 4 de março de 1993) é um médico e político brasileiro que foi deputado federal pelo Maranhão.

## Biografia
Filho de João Assis de Matos e Etelvina Ramos da Silva Matos. Estudou Medicina na Universidade Federal Fluminense tendo se graduado na Universidade Federal do Rio de Janeiro com especialização em Nutrologia e Gastroenterologia. Trabalhou no serviço de saúde dos Correios no Maranhão e foi vice-presidente da Cruz Vermelha no respectivo estado. Membro da Sociedade de Medicina e Cirurgia do Maranhão, prestou ainda serviços ao Ministério da Viação e Obras Públicas e ao Hospital Português de São Luís.
Membro do Conselho Administrativo do Maranhão na interventoria de Clodomir Cardoso, acompanhou o referido líder na filiação ao PSD e foi eleito deputado federal em 1945 e assim ajudou a elaborar a Constituição de 1946. Aliado a Vitorino Freire, conseguiu um novo mandato pelo PST em 1950 ao lado de seu irmão, José Matos. Chegou a ser reeleito em 1954, porém um recurso apresentado à Justiça Eleitoral o fez perder seu mandato numa recontagem de votos. Suplente de deputado federal nos anos seguintes, foi eleito pela última vez em 1966 via ARENA.